# 大郭街道
大郭街道，是中华人民共和国河北省石家庄市新华区下辖的一个乡镇级行政单位。

## 行政区划
大郭街道下辖以下地区：
直属社区、飞机场社区、大郭社区、康庄社区、大马村、于底村和岳村。